# Варшавський безпековий форум
Варшавський безпековий форум (ВБФ, англ. Warsaw Security Forum (WSF), пол. Warszawskie Forum Bezpieczeństwa) — щорічна міжнародна конференція, започаткована у 2014 році Фондом Казимира Пуласького. ВБФ є платформою для обміну думками між найвищими представниками урядів, міжнародних інституцій, промисловості, аналітичних центрів та експертів у сфері політики та оборони, питанням трансатлантичної співпраці та безпеки.

## Учасники
ВБФ є місцем для обміну досвідом та поглядами у сфері політики безпеки держав-членів НАТО та Європейського Союзу (ЄС) і країн-партнерів. Щороку форум збирає понад 1500 учасників з понад 90 країн. Серед гостей конференції — високі державні представники, посли, політики та експерти у сфері міжнародних справ та безпеки, представники урядів, міжнародних організацій, промисловості, аналітичних центрів та громадянського суспільства. У конференції брали участь, серед інших: колишні президенти Польщі Броніслав Коморовський, Литви Вітаутас Ландсбергіс і Грузії Михайло Саакашвілі, заступник генерального секретаря НАТО Олександр Вершбоу, голова Військового комітету НАТО адмірал Роб Бауер, а також колишні та чинні міністри закордонних справ і національної оборони багатьох країн, як то міністр МЗС Литви Ґабріелюс Ландсберґіс, міністр збройних сил Великобританії Джеймс Хіппі та інші. Крім того, ВБФ також приймав багатьох видатних експертів та представників держав.
Під час Форуму Фонд Казимира Пуласького вручає нагороду «Лицар свободи» видатній постаті, яка сприяла просуванню цінностей генерала Казимира Пуласького, тобто свободи, справедливості та демократії. Варшавський безпековий форум також є платформою для програми «Нові лідери безпеки», яка залучає голоси нового покоління осіб, що приймають рішення, та експертів, що спеціалізуються на трансатлантичних відносинах. Жінки-учасниці Варшавського безпекового форуму традиційно зустрічаються за робочим сніданком та в інших форматах, організованих польською організацією «Жінки в міжнародній безпеці», що свідчить про важливість гендерного балансу та рівності в міжнародному безпековому діалозі.

## Партнери
Стратегічними партнерами форуму є Організація Північноатлантичного договору (НАТО) та Бюро національної безпеки Польщі. З 2020 року захід організовується спільно з Німецьким фондом Маршалла Сполучених Штатів Америки.

## Форум 2023
Проведений 3-4 жовтня у Варшаві. Організовувався у співпраці з Урядом Великої Британії та Спеціальним комітетом з питань оборони Палати громад Британського парламенту. Ключова роль під час Форуму відведена Україні, зокрема у контексті її подальшої військової підтримки з боку міжнародних партнерів та у прагненні стати членом ЄС і НАТО.
У центрі уваги форуму — війна в Україні та безпекова ситуація у східній частині Європи. Віцепрем'єрка з питань європейської та євроатлантичної інтеграції Ольга Стефанішина, яка брала участь у форумі висловила сподівання, що після завершення виборчого процесу Польща продовжить свою проактивну позицію щодо підтримки України. Заступник міністра юстиції України Ірина Мудра виступила під час форуму з промовою на панельній дискусії «Конфіскація російських активів: Правові та політичні можливості». Вона зазначила, що за різними дослідженнями вартість витрат на реконструкцію та відновлення України становитиме сотні мільярдів доларів США та наголосила, що за таких умов, виплата репарацій є невідворотною і має бути невід'ємною частиною процесу відновлення справедливості і Росія зобов'язана виплатити кошти за завдані нею збитки, що є юридичним зобов'язанням відповідно до принципу відповідальності держав за міжнародним публічним правом.